# Лобанов, Степан Иванович
Степан Иванович Лобанов (28 июля 1909 — 17 сентября 1944) — офицер Советской Армии, капитан, Герой Советского Союза (24.05.1943).

## Биография
Участник Финской войны, совершил 79 боевых вылетов, награждён медалью «За отвагу», участник Великой Отечественной войны с 22 июня 1941 года в должности заместителя командира АЭ 214 сбап, с января 1942 года командир эскадрильи 807-го штурмового авиационного полка 206-й штурмовой авиационной дивизии 8-й воздушной армии Южного фронта.
К февралю 1943 года совершил 144 боевых вылета на штурмовку живой силы и боевой техники противника.
Указом Президиума Верховного Совета СССР «О присвоении звания Героя Советского Союза начальствующему составу Военно-Воздушных сил Красной Армии» от 24 мая 1943 года за «образцовое выполнение боевых заданий командования на фронте борьбы с немецкими захватчиками и проявленные при этом отвагу и геройство» удостоен звания Героя Советского Союза с вручением ордена Ленина и медали «Золотая Звезда».
К февралю 1944 года совершил 170 боевых вылетов. Погиб не в бою, а в авиационной катастрофе, 7 сентября 1944 года при взлёте. Похоронен в польском городе Радзынь-Подляский.

## Награды
Награждён орденами Ленина, Красного Знамени, Александра Невского, Красной Звезды, медалями.

## Память
Его имя увековечено на стеле в центре Тулы, в названии улицы в г. Ясногорске. Также на аллее памяти Героев Великой Отечественной войны в городе Реутове, где проживал и откуда призывался Лобанов Степан Иванович, установлен памятный бюст.